# Chrysas (Mythologie)

Münze aus Assorus. Revers Chrysas

Chrysas (altgriechisch Χρύσας Chrýsas) ist in der griechischen Mythologie ein Flussgott des Flusses Chrysas in Sizilien.
Cicero und Silius Italicus berichten davon, dass Chrysas ein Heiligtum bei der vom gleichnamigen Fluss durchflossenen Stadt Assorus besessen habe. Eine bildliche Darstellung des Chrysas findet sich auf einer Münze aus Assorus, die auf 225–200 v. Chr. datiert wird. Avers ist der Kopf des Gottes Apollon zu sehen, Revers Chrysas, der eine Amphore und ein Füllhorn hält.